# Office professionnel de qualification des organismes de formation
L'Office professionnel de qualification des organismes de formation (OPQF) est une organisation  française créée en 1994 par le ministère du Travail, de l’Emploi, de la Formation professionnelle et du Dialogue social et la Fédération de la formation professionnelle (FFP). Il délivre une qualification, nommée qualification OPQF, aux organismes de formation selon des critères prédéfinis,.

## Les critères du certificat de qualification professionnelle
La qualification OPQF est délivrée selon des critères listé dans le code des Marchés Publics de 2006 : 
- le respect de la réglementation
- l'adéquation des compétences et des moyens techniques et humains aux actions de formation
- la satisfaction des clients
- la pérennité financière
- le respect du code de déontologie, du code de conduite professionnelle et du règlement intérieur